# Кабанов, Алексей Михайлович
Алексе́й Михайлович Каба́нов (род. 5 апреля 1983, Москва, РСФСР) — российский певец, музыкант, участник группы «Корни», ставшей победителем своего музыкального проекта «Фабрика звёзд».

## Биография
Алексей Кабанов родился 5 апреля 1983 года в Москве. С ранних лет проявлял музыкальность, исполняя русские народные песни в кругу семьи. В пять лет поступил в музыкальную школу на класс флейты. Дважды принимал участие в конкурсах флейтистов Одинцовского района, на которых занимал вторые места. В тринадцать лет увлекся написанием музыки на синтезаторе. После окончания общеобразовательной школы поступил в Музыкальный колледж импровизационной музыки на класс вокала.
В 2002 году по рекламе Центрального телевидения о наборе участников в проект «Фабрика звезд» отвёз в Останкино кассету с исполнением песни и танца. Просмотрев кассету, продюсер проекта Лина Арифулина инициировала приглашение Алексея на собеседование. По результатам собеседования Кабанов был направлен на кастинг желающих принять участие в проекте «Фабрика звезд» и успешно прошёл отбор. На заключительном концерте проекта «Фабрика звезд 1» в конце 2002 года в Олимпийском был объявлен победителем проекта в составе группы «Корни».
В 2003 году в составе группы Корни представлял Россию на международном музыкальном конкурсе «Евробест» в Каннах, где группа заняла 6 место с песней группы Queen «We Will Rock You». Участвовал в записи дебютного альбома группы «Корни» «На века», на три песни которой («Я теряю корни», «Плакала берёза» и «Ты узнаешь её») были сняты видеоклипы, активно ротировавшиеся на музыкальных телеканалах.
В 2005 году вышел второй альбом «Корней» «Дневники», содержащий сольные пластинки каждого из участников. Альбом Кабанова был выдержан в стиле электронной музыки и содержал как аранжировки уже известных композиций «Корней», так и новые песни.
В составе группы Корни получал награды «Золотой граммофон» в 2004 за песню «С днем рождения, Вика!», в 2005 году за песню «25-й этаж», в 2006 за песню «Об этом я буду кричать всю ночь», в 2012 за песню «Просто любовь» (feat. «Любэ» & In2nation). В 2009 году в составе группы «Корни» записал саундтрек к фильму «Тариф новогодний» вместе с Викторией Дайнеко.
13 сентября 2013 года Алексей женился на Розалии Коноян. В 2014 году у пары родилась дочь Алиса.
В 2014 году выпустил совместную песню с G-Nise «Я погибаю без тебя», на которую был выпущен и клип.